# Gentan (Bulu)
Gentan is een bestuurslaag in het regentschap Sukoharjo van de provincie Midden-Java, Indonesië. Gentan telt 2123 inwoners (volkstelling 2010).